# S層
S層（英: S-layer）とは、一般に真正細菌や古細菌に認められる細胞外皮（cell envelope）の一部位。S層はタンパク質あるいは糖タンパク質から構成される単分子層である。S層の二次元構造は自己組織化を経て形成され、細胞表面を囲む。S層のタンパク質は細胞のタンパク質量の10-15%を占める

。
S層のタンパク質はほとんど保存されておらず、種差が大きい。S層の厚さは種により5-25nmの厚さであり、直径2-8nmの均一な微細孔がある。S層は斜交格子（p1, p2）、正方格子（p4）もしくは六方格子（p3, p6）の格子対称性を示す。格子対称性により、S層はそれぞれ1個（P1）、2個（P2）、3個（P3）、4個（P4）もしくは6個（P6）の同一サブユニットタンパク質を形成する。それらのサブユニットの中心間の距離（または格子定数）は2.5ナノメートルから35ナノメートルの間である。

## 細胞壁におけるS層の固着
- グラム陰性菌においては、イオン性相互作用、炭水化物－炭水化物相互作用、タンパク質－炭化水素相互作用もしくはタンパク質－タンパク質相互作用により、S層はリポ多糖と結合する。
- S層に表層相同（SLH）ドメインを持つグラム陽性菌においては、ペプチドグリカンおよび二次細胞壁高分子（例：タイクロン酸）との結合が起こる。SHLドメインがない場合、S層のN末端が帯びている＋電気と二次細胞壁高分子が帯びている－電気との間の静電的相互作用によって結合が起こる。
- グラム陰性古細菌においては、S層タンパク質は下層の脂質膜と結合している疎水性アンカーを有する。
- グラム陽性古細菌においては、S層タンパク質は偽ムレインまたはメタノコンドロイチンと結合する。

## S層の生物学的機能
多くの細菌ではS層は最外層の相互作用域に存在し、その機能は細菌の種によって大きく異なる。グラム陰性の古細菌のS層は細胞外皮の唯一の構成要素であり、力学的な安定に重要である。その他のS層が関連する機能として、以下のものがある。
- バクテリオファージや食作用に対する防御
- 低pHに対する耐性
- 高分子物質（溶菌酵素など）に対する障壁
- 接着（グリコシル化S層に対する）
- 膜の安定化
- 細胞外タンパク質の接着部位を提供する
- ペプチドグリカンおよび細胞膜とともに、グラム陽性原核生物のペリプラズムを構成する

## 構造
S層は古細菌や真正細菌で普通に見られるものの、多くの細菌のS層は、その構成成分の基本的差異に由来する、対称性や単位格子特性などの固有の構造上の特性を持っている。S層タンパク質の配列分析により、S層タンパク質は40-200 kDaの大きさであり、お互い構造的に関連を持つとみられるマルチドメインからなると考えられている。1950年代の発見以降、電子顕微鏡によるS層の構造研究が広く行われており、S層の中分解能イメージによりS層の構造に関する有用な情報が得られている。メタノサルキナ目S層タイルタンパク質（en）ファミリーの古細菌のS層タンパク質（メタノサルキナ・アセチボランス C2AのMA0829）、および、真正細菌ゲオバチルス・ステアロサーモフィルス PV72のタンパク質（SbsB）について、X線結晶構造解析が近年行われ、高解像度の構造が得られている。これまでの構造解析結果ではS層タンパク質またはS層に微量に含まれるタンパク性成分のそれぞれのドメインまで判明していたが、それらとは異なり、MA0829およびSbsBの構造解析結果では、M.アセチボランスおよびG.ステアロサーモフィルスのS層の高分解能モデルまで示すことが可能となった。それらのモデルではM.アセチボランスおよびG.ステアロサーモフィルスのS層は、それぞれ六方格子（p6）および斜交格子（p2）の格子対称性を示しており、それら分子の格子定数や空隙率などの特性は、古細菌および真正細菌のS層の電子顕微鏡による研究から得られたデータとよく一致している。

## 引用文献
1. ↑  Messner P, Sleytr U (1992). “Crystalline bacterial cell-surface layers”. Adv. Microb. Physiol. 33:  213-75. PMID 1636510.
2. ↑  Pum D, Messner P, Sleytr U (1991). “Role of the S layer in morphogenesis and cell division of the archaebacterium Methanocorpusculum sinense”. J. Bacteriol. 173 (21):  6865-73. PMID 1938891.
3. ↑  Sleytr U, Messner P, Pum D, Sára M (1993). “Crystalline bacterial cell surface layers”. Mol. Microbiol. 10 (5):  911-6. doi:10.1111/j.1365-2958.1993.tb00962.x. PMID 7934867.
4. ↑   Sleytr U, Bayley H, Sára M, Breitwieser A, Küpcü S, Mader C, Weigert S, Unger F, Messner P, Jahn-Schmid B, Schuster B, Pum D, Douglas K, Clark N, Moore J, Winningham T, Levy S, Frithsen I, Pankovc J, Beale P, Gillis H, Choutov D, Martin K (1997). “Applications of S-layers”. FEMS Microbiol. Rev. 20 (1-2):  151-75. PMID 9276930.
5. ↑  Houwink, AL (1953). “A macromolecular mono-layer in the cell wall of Spirillum spec.”. Biochim Biophys Acta 10 (3):  360–6. doi:10.1016/0006-3002(53)90266-2. PMID 13058992.
6. ↑  Arbing MA, Chan S, Shin A, Phan T, Ahn CJ, Rohlin L, Gunsalus RP (2012). “Structure of the surface layer of the methanogenic archaean Methanosarcina acetivorans.”. Proc Natl Acad Sci U S A. 109 (29):  11812–7. doi:10.1073/pnas.1120595109. PMC 3406845. PMID 22753492.
7. ↑  Baranova E, Fronzes R, Garcia-Pino A, Van Gerven N, Papapostolou D, Péhau-Arnaudet G, Pardon E, Steyaert J, Howorka S, Remaut H (2012). “SbsB structure and lattice reconstruction unveil Ca2+ triggered S-layer assembly”. Nature 487 (7405):  119–22. doi:10.1038/nature11155. PMID 22722836.